# George Yadigaroglu

George Yadigaroglu (1997)

George Yadigaroglu (* 16. September 1939 in Istanbul; † 25. Oktober 2018 in Pregny-Chambésy) war ein griechischer Kerntechniker und Professor an der ETH Zürich.

## Leben
George Yadigaroglu studierte von 1957 bis 1962 an der damaligen École polytechnique de l’Université de Lausanne (EPUL) und arbeitete anschliessend bis 1965 als Forschungsingenieur in der Schweiz. Danach ging er ans Massachusetts Institute of Technology, wo er 1970 promovierte und noch ein Semester als Assistenzprofessor tätig war. Seine weitere akademische Laufbahn erfolgte an der University of California, Berkeley, bevor ihn der Bundesrat 1982 zum ordentlichen Professor für Kerntechnik an die ETH Zürich wählte. Im Herbst 2004 wurde er emeritiert.

## Forschung
Yadigaroglu hat auf dem Gebiet der Thermofluiddynamik von Zweiphasenströmungen und der Stabilität von Siedewasserreaktoren Bedeutendes geleistet. Seine Beiträge sind heute wichtige Grundlagen für die etablierten Methoden zur sicheren Auslegung von Kernkraftwerken. Von ihm stammt auch die Konzeption für die grosse Containment-Versuchsanlage PANDA und das Modell des Druckabbausystems von Siedewasserreaktoren LINX am heutigen Paul Scherrer Institut. Die hierzu von ihm entwickelten Skalierungsprinzipien stellen bahnbrechende Beiträge dar. Die experimentellen Ergebnisse dienen weltweit als Referenzen für die Validierung von Computermodellen. Ausserdem hat er zielstrebig an der Einführung von Methoden der dreidimensionalen Strömungssimulation im Bereich der nuklearen Sicherheit gearbeitet und gehört damit zu den Initiatoren der heute trendbestimmenden internationalen Aktivitäten, die von der Nuclear Energy Agency der OECD vorangetrieben werden.

## Publikationen (Auswahl)
- An experimental and theoretical study of density-wave oscillations in two-phase flow. Massachusetts Institute of Technology. Dept. of Nuclear Engineering. Thesis 1970, hdl:1721.1/108867.
- Risikountersuchungen als Entscheidungsinstrument. TÜV Rheinland, Köln 1985.
- Introduction to multiphase flow. Springer International Publishing, Cham 2018, ISBN 978-3-319-58717-2.